# ميمونت نسلوان
ميمُونَةُ سَلْوَان (مواليد 1947 أو 1949 مـ) مغنية مغربية باللهجة الريفية تنحدر من جماعة بني شيكر في الريف المغربي. أما لقبها الفني فينسبها لمدينة سلوان. بدأت الغناء في أواخر خمسينيات القرن الـ20 الميلادي. بدأت في تسجيل أغانيها في الدار البيضاء مطلعَ السبعينيات.

## وصلات خارجية
- (فيديو) : ميمونت نسلوان من قناة 2M المغربية
- (بالعربية) مقال عن ميمونت ن'سلوان وفنانين اخرين
- (بالفرنسية) أغاني ميمونت ن'سلوان site Agraw
- (بالفرنسية) أغاني ميمونت ن'سلوان site Lagdira